# Alice Le Saige
Alice Francisca María de Chavagnac (París, 7 de noviembre de 1840-Chaco, 13 de marzo de 1899), conocida como Alice Le Saige, fue una condesa francesa que dejó su país y pasó a residir en Argentina donde se desarrolló como ganadera.

## Biografía
Alice nació en 1840 en París y recibió una buena educación. El apellido de su familia se encuentra entre el séquito de María Antonieta. Con 23 años se casó con Raoul Le Saige, vizconde de Villesbrune. El matrimonio tuvo seis hijos, dos varones y cuatro mujeres.
Las dificultades económicas que enfrentaba la familia, eco de los problemas políticos que agitaban Francia a fines del siglo XIX, la llevaron a viajar hasta América en compañía de sus hijos, Rolando y Javier, y Magni, su jardinero. Su esposo y sus hijas permanecieron en Europa.
En ocasiones se menciona que Magni, quien fue presentado en América como un "tío", mantuvo una relación con la condesa. Magni dejó pronto el lugar con rumbo a Paraguay.
En 1888, solicitó permiso al gobierno argentino para instalarse como colona en el campo Arocena, a 8 leguas de Resistencia en la provincia del Chaco, donde se instaló en una casa de dos plantas, con todas las comodidades disponibles. Durante la siguiente década llegó a tener una hacienda de cuatro mil cabezas de ganado y realizó importantes mejoras agrícolas y ganaderas. 
Según se cuenta, a su hacienda llegó una pareja de peones con un hijo, el cual Alice llamaba Yenaró y por quien sentía especial afecto. El niño fue dejado a su cuidado cuando sus padres se marcharon.

### Fallecimiento
La región donde residía junto a sus hijos era escenario de enfrentamientos entre el ejército y nativos mocovíes. A inicios de marzo de 1899 sus hijos partieron por trabajo, quedando sola con el mayordomo, sus empleados y Yenaró. Una veintena de indios a caballo tomaron por asalto su casa y aunque tuvo tiempo de huir, regresó a buscar al niño al notar su ausencia. Fue atacada por uno de sus peones con una lanza. Falleció horas después. Su hogar fue saqueado e incendiado.

## Reconocimientos
En Resistencia una calle fue nombrada «Alice Le Saige» en su memoria. Además, posee un gran mausoleo donde descansa en paz, en el ingreso principal del cementerio municipal “San Francisco Solano” de dicha comuna.